# کنیژوس (ناحیه ژدار ناد سازاوو)
کنیژوس (به چکی: Kněževes) یک منطقهٔ مسکونی در جمهوری چک است که در ناحیه ژدار ناد سازاووو واقع شده‌است. کنیژوس ۷٫۷ کیلومتر مربع مساحت و ۱۶۴ نفر جمعیت دارد و ۵۴۹ متر بالاتر از سطح دریا واقع شده‌است.